# 古川ロッパ
古川 ロッパ（ふるかわ ろっぱ、古川 緑波とも、1903年（明治36年）8月13日 - 1961年（昭和36年） 1月16日）は、1930年代の日本の代表的コメディアン。本名は古川 郁郎（ふるかわ いくろう）。
編集者、エッセイストとしても活動した。

## 生涯

### 生い立ち
古川郁郎は東京帝国大学総長を務めた加藤弘之男爵の長男である加藤照麿男爵の六男として東京市麹町区に生まれた。嫡男以外は養子に出すという家訓により、生後間もなく義理の叔父（父の妹婿）で満鉄役員の古川武太郎（元陸軍中将の古川宣誉の長男）の養子となる。幼少期より文才に優れ、のちに芸名として用いた「緑波」の号は尋常小学校3年生の頃、童話作家の巖谷小波にちなんで自らつけた筆名である。始めは読み方を「リョクハ」としたが、芸能界入り後は舞台活動では「ロッパ」、文筆活動では「緑波」と使い分けた。
1911年、福岡県門司に転居し、1916年旧制小倉中学校に入学。1917年東京に戻り旧制早稲田中学校に転校。在学中の1918年には映画雑誌『映画世界』を発行し、映画評論を執筆して早熟ぶりを発揮する。同時に『キネマ旬報』などの映画雑誌に緑波の名で投稿を始め、1921年早稲田第一高等学院に進学、そこでキネマ旬報編集同人となる。さらに1922年には小笠原プロ・小笠原明峰監督『愛の導き』で映画初出演。その実績を買われて旧制早稲田大学文学部英文科在学中に菊池寛に招かれ、文藝春秋社に雑誌『映画時代』の編集者として入社した。

### 素人芸から人気俳優へ
1925年に早稲田大学を中退し文筆活動に専念する。翌年には雑誌編集の傍ら、宴会での余興芸の延長線上として当時親交のあった徳川夢声らとナヤマシ会を結成し演芸活動を開始。それまで寄席芸で「形態模写」と呼ばれていた物真似に「声帯模写」と名付けるなど、モダンな芸風も仲間内の受けが良かった。
1930年、菊池の後援で『映画時代』の独自経営に乗り出すが失敗、多額の負債を抱える。雑誌休刊後は東京日日新聞の嘱託として映画のレビューや映画関係の書物の執筆、雑誌『漫談』の編集などを行う。1931年には俳優として五所平之助監督の『若き日の感激』や田中栄三監督の『浪子』などの映画に出演した。
その後、素人芸ながら達者なところを買われ、菊池寛や小林一三の勧めで喜劇役者に転向。1932年1月、兵庫県宝塚中劇場公演『世界のメロデイー』でデビューを果たす。このときはロッパの我儘に対する小林の厚意で、フィナーレは花吹雪の中大階段を降りながら歌う演出、千両役者にちなんで千円の祝儀をもらうという破格の待遇を受けながら、肝心の芝居のほうは本人も恥じ入るほどに散々な出来だった。
そのような失敗を乗り越え、1933年には浅草で夢声・大辻司郎・三益愛子・山野一郎らと劇団・笑の王国を旗揚げした。その内容は、ロッパの人脈を活かしたナヤマシ会関係者や他劇団、映画関係者などの寄せ集めによるアチャラカと呼ばれる軽いナンセンス喜劇が中心だった。「前受けばかり狙ったお粗末至極」 なものばかりで、スケジュールは、一日2回から多い時は3回半の公演、約2週間ごとに出し物が変わるというハードなもので、のちにロッパが「思いもかけないことだ！」 と回想するほどの苦戦を強いられたが、このとき後にコンビを組む脚本家菊田一夫と出会い、自作の『凸凹放送局』、『われらが忠臣蔵』などがヒットする。彼のアチャラカ芝居への熱情は、チャップリンや曾我廼家五郎、曾我廼家喜劇への傾倒から来たもので、喜劇への第一歩も菊池からの「モダン曾我廼家になりたまえ」の一言だった。

### 最盛期から戦中期にかけて

#### 芸風
「エノケン」のニックネームで同時期に活躍した喜劇役者榎本健一とはしばしば比較され、「エノケン・ロッパ」と並び称されて人気を競った。丸顔にロイド眼鏡、肥った体型がトレードマークのロッパは、華族出身のインテリらしく、品のある知的な芸を持ち味とした。小柄で庶民的、軽業芸も得意なエノケンとは異なり、身体の動きは鈍かったが、軽妙洒脱な語り口と朗々たる美声に加えて、生来の鷹揚さから来る、いかにもお殿様らしい貫禄が大衆に好まれた。戦後、安藤鶴夫がロッパの芸を「口千両」としつつも「下半身から足にかけては寧ろ甚だ大根役者」と断じたことにも「この位ピッタリ言ひ当てられては一言もない」と述べており、自身も芸の長短を心得ていた。
1931年ごろからは歌手としても数多くのレコード吹き込みを残したが、中でも軽妙なコミックソングを得意とした。代表作の『ネクタイ屋の娘』は作詞が西條八十、作曲が古賀政男という大御所による作品である。他にはナンセンスな『嘘クラブ』、小唄勝太郎と共演した『東京ちょんきな』などの民謡風、『明るい日曜日』などのパロディ物、シリアスな『柄じゃないけど』（渡辺はま子と共演）、アニメ映画の挿入歌『潜水艦の台所』、明治製菓のコマーシャルソング『僕は天下の人気者』などがある。舞台では、得意としたティペラリーや尻取り歌などのほか、わざと音程を外して歌う芸も披露した。
舞台では歌や漫談、声帯模写と幅広い芸を披露したが、中でも十八番とした声帯模写の巧みさは超一流だった。1931年8月8日、ラジオの生放送番組に出演予定の徳川夢声が酒と睡眠薬の飲み過ぎで倒れ、ロッパが代役として夢声の名で出演し、40分間を夢声の声色で通して、誰も代役と気付かなかったという伝説的な逸話を残した。自宅でラジオを聴いた夢声の妻は、夫が隣室でいびきをかいているのにラジオから夢声の生放送での喋りが流れているのが信じられなかった と語っている。夢声自身も、戦後にラジオ番組「話の泉」の企画でロッパによる声色の録音を聞き、「これは私です」と断言した という。ロッパの声帯模写は、いくつかレコードに残されており、その至芸を偲ぶことができる。

#### ロッパ一座 ～黄金時代～

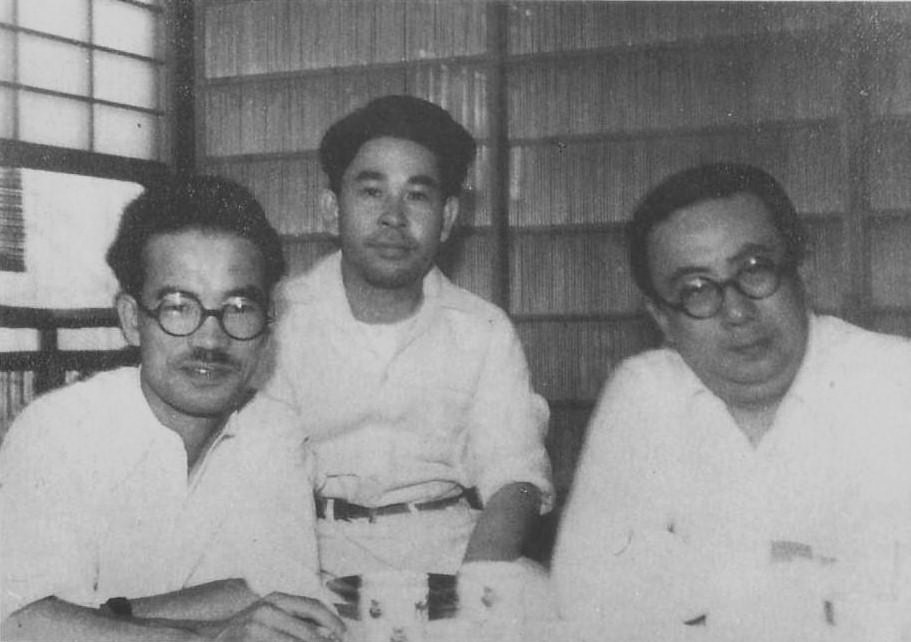
左から横山エンタツ、秋田實、古川ロッパ（1935年撮影）

1932年、小林一三は東京宝塚劇場（東宝）を設立し、当時松竹が権勢を誇っていた東京の劇界に進出する。旧知のロッパは早速スカウトされ、翌1934年3月、開場間もない東京宝塚劇場公演『さくら音頭』への出演を持ちかけられる。これは仲介に立った東宝側の秦豊吉の不手際から頓挫するが、1935年5月、東宝の前身PCLに引き抜かれる。7月横浜宝塚劇場で一座の公演が始まり、8月には劇団名も「東宝ヴァラエテイ・古川緑波一座」と改め、有楽座で『唄ふ弥次喜多』、藤原義江特別参加の『カルメン』、当たり狂言の『ガラマサどん』が大評判となり、丸の内へも進出。1936年には浅草時代の盟友である菊田一夫を招き入れて、ロッパの芸歴の中でも最も輝かしい時期を迎える。
当時の日記ではライバル榎本健一に対して「遥かによきものを提供できる自信はついている」 とし、「日本の東京、その真ん中の東洋一の大劇場を、満員にしてセンセーションを起してゐるのだ。死んでもいゝ、死んでも本望―此の上何を望むべきか、といふ気持ちである。神も仏も護らせたまふ、幸せな僕である」と高揚した気分を記している。
ロッパ一座の特色は、歌舞伎・新派を基本とした旧来のアチャラカ喜劇に、欧米のモダンさを加え、特にミュージカルを意識して音楽をふんだんに用いた斬新なもので、狂言の中にも『春のカーニバル』『歌えば天国」など、必ず音楽主体の演目を加えた。
一座の洗練された舞台は、東京でいうと丸の内や大手町の大手企業や外資系企業サラリーマンのような、旧制大学や旧制専門学校を含む中等学校卒業以上を中心とするホワイトカラー層の支持を集め、浅草のブルーカラーや自営業を中心とした、尋常や高等小学校など中等教育までの層の支持を受けていた榎本健一とは対照的だった。
なかでも、『ガラマサどん』『歌ふ弥次喜多』『ロッパ若し戦はば』『ロッパと兵隊』『ハリキリボーイ』などの演目は大ヒットし、菊田作の『道修町』では大阪の観客の幅広い支持を集めた。若手の育成にも力を入れ、その中には後に名をなす森繁久弥や山茶花究もいた。
スタッフは座付作者としてロッパ自身と菊田一夫、俳優には渡辺篤・三益愛子などの実力派を揃えた。また、時には徳山璉・藤山一郎・渡辺はま子・中村メイ子・轟夕起子などを起用したり、台本作家として火野葦平や内田百閒の協力を得たりと、プロデューサーとしての才能を発揮して話題を集めた。ロッパ自身も戦後に「企画の新しさと広さと、まわりの芸達者を存分に活躍させることで客をつかんできた」 と回顧している。
さらにレコード吹き込みやラジオ出演、ロッパ個人のステージ活動、雑誌への執筆活動と大活躍し、1940年10月大阪北野劇場出演中に病気で倒れるまでの5年間は、ロッパの黄金時代でもあった。

#### 映画俳優・演技派として
舞台の傍ら、映画へも盛んに出演し、一座をひきいて出演した『ロッパ歌の都に行く』『ロッパの大久保彦左衛門』『ガラマサどん』『ハリキリ・ボーイ』などで人気を集めた。演技にも定評があり『頬白先生』『婦系図』などの映画作品ではシリアスな役もこなした。中でも長谷川一夫と共演した『男の花道』（1941年東宝作品、マキノ正博監督）での芸州浅野家藩医・土生玄碩役は名高い。もとより映画好きであったが、売れっ子になってからも暇を見つけては夥しい数の映画を鑑賞し、チャップリンやマルクス兄弟、アルベール・プレジャン、エルンスト・ルビッチなどの外国喜劇映画、フレッド・アステアとジンジャー・ロジャースのミュージカル、『会議は踊る』『ブルグ劇場』などのドイツ映画の名作、ライバルの榎本健一の映画評などを日記に記すなど、自身の芸のために熱心に研究していたことが窺われる。

#### 戦中のロッパ
1940年10月1日、東宝は傘下の全演劇団を東宝国民園劇団移動隊に統合、ロッパも移動演劇班を率いて地方巡業を行う役割を担うこととなった。
1941年1月、東京有楽座『ロッパと開拓者』『日本の姿』で再び舞台にカムバックすると、大東亜戦争中は、『花咲く港』『歌と兵隊』『スラバヤの太鼓』『レイテ湾』『歌と宝船』などの舞台や『突貫駅長』『勝利の日まで』などへの映画出演、地方への慰問巡業などを精力的にこなしている。だが、この頃から方針の違いにより菊田一夫と対立し、菊田に同調する団員との軋轢や、当局による度重なる検閲や統制、さらに1944年2月には戦局悪化のため閣議決定された決戦非常措置要綱によって、有楽座帝劇が閉鎖されるなど、多くの難問に悩まされた。
戦時中のロッパは愛国的であり、「僕は、何処までも、娯楽のために挺身するため、すべての用意をすべきだ」 と自身の日記にあるように、芸能活動を通じて国民を元気づけるスタンスを取りつづけたが、理不尽な弾圧や規制には真っ向から反発し、1943年7月には当局から芸名を「ロッパ」のカナ文字使用から「緑波」に変えるように要請され、憤慨の余り「腹立つ。アダ名なら兎に角、ロッパというのは俺の名だ。それを片仮名で書いちゃあ何故悪い？もう少しで警視庁へのり込んであばれてやらうかと思った」とその想いを日記に書きつけている。そして警察当局へのあてつけに「フルカワ緑波コウエン」と書いた新聞広告を掲載しようと企てたりと、反骨精神は衰えることがなかった。
戦争末期の1945年、当局は国民の士気向上のために従来の方針を改め、喜劇への検閲を廃止した。ロッパは渋谷の東横映画劇場を本拠地とする公演に加え、空襲下の京浜地区で工場への慰問活動を行っている。この年の4月2日付の『東京新聞』には『われらチンドン屋』と題した手記を寄稿し「かくて、われらは、アチャラカ芝居と蔑称され、低級喜劇（尤も、高級とよばれたことも一度ある。これは、高級娯楽追放の日だった。）と嘲笑されたところの、われらのポンチ絵本は、今こそ、本来の蠧のまま見えることができるのだ。………われらは挺身して、都民への永年の恩返しをしなければならない。……滑稽芝居の体当たりだ。われらは此の時代のチンドン屋、世紀のヂンタ屋であらねばならない」と悲壮な覚悟を述べている。また、東宝に月給をギャラとするラジオ出演をもちかけるなど、困難な状況にもひるむことなく積極的な活動を続けていた。
そんな中、1945年5月25日には空襲で下落合の自宅が焼失する。幸いロッパ自身は東北方面に巡業中であり、家族も疎開していて難をのがれたが、多くの貴重な文献（日記は防空壕に埋めていたので無事）を失った。当時の日記でも「本が惜しかった。一冊も疎開させなかったのが口惜しい」と無念さをにじませている。7月に一旦帰京、田園調布の知人宅に身を寄せ、空襲下の最悪の条件下にも屈せず、ラジオ出演や慰問活動を続けながら終戦を迎えることになる。

### 凋落
終戦直後の1945年末、映画『東京五人男』で活動を再開する。大晦日にはNHK『紅白音楽試合』（『NHK紅白歌合戦』の前身）の白組司会を務めた。1945年12月には、戦前からロッパの私的トラブルの相談相手だった上森子鉄を経営者として、一座は東宝から独立。積極的に舞台活動をするが、ホームグラウンドの東京宝塚劇場が占領軍に接収され、活動範囲が狭められた上にインフレによる諸経費の高騰も重なり、戦前ほどの収益を上げられずに一座の経営は苦境に立たされる。
そのような状況下、同年4月東京有楽座で、榎本健一一座と合同公演を行う。出し物の『弥次喜多道中膝栗毛』はロッパ一座の戦前の当たり狂言を元にしたものだが、今回はロッパ・エノケンという喜劇の両雄の初めての共演ということで、笑いに飢えていたファンの支持を受けて大入りとなり、2か月のロングランを記録する。以後、2人の共演の機会が増えるが、裏を返せば、榎本の力を借りなければならないほどに人気が衰えたことを示していた。しかしながら、プライドの高いロッパは、川口松太郎ら友人たちや関係者の忠告にも耳を貸さず、それまでの旧態依然とした芸風と尊大な態度を頑なに守り続けた。1948年には上森の多額の横領が発覚して一座から上森を追放するが、すでにラジオなどに人気を奪われていた劇団の存続は困難となり、1949年に一座は解散した。
また、戦時中から台頭してきた清水金一や、元座員の森繁久弥、後輩の伴淳三郎・トニー谷などの新たなスターたちに人気を奪われ、戦前の横暴も祟って周囲の人間もロッパから離れていった。1948年、ロッパは引きたててくれた小林一三のもとを訪れ、有楽座出演の希望を訴えるが「ロッパの人気は肥った円い顔にロイド眼鏡だが、今じゃそのロイド眼鏡が珍しくなくなった。実力でいけ。お情けにすがるな」と説教されている。後援者にも見放されたロッパは何とか新境地を開こうとするが、努力も空しく、映画は三流作品の脇役が多くなり、舞台も地方巡業が増えていった。

### 復活
1949年には、アグネス・キースのノンフィクション『三人は帰った』を原作とするアメリカ映画『三人の帰宅』において、「良心的な日本軍人」菅辰次 大佐（軍部の記録では中佐）役のスクリーン・テストで最終候補に挙がるが、結局その役は早川雪洲が演じることとなった。
その一方で、1954年には社団法人日本喜劇人協会設立に際し、柳家金語楼とともに副会長に就任（会長は榎本健一）し、重鎮としての存在感を示していた。脇役中心ながらもラジオや映画出演は依然多く、日本テレビ開局時より放映開始された連続テレビドラマ『轟先生』の主人公を演じて茶の間の人気を博しており、黎明期のテレビ放送のパイオニア的存在となった功績は大きい。
舞台でも1953年3月、東京有楽座の第1回喜劇人協会東京喜劇祭りで金語楼、榎本らと共演した『銀座三代』、1958年7月芸術座公演菊田作の『蟻の街のマリア』、翌8月の宇野信夫作『月高く人が死ぬ』などの演技が高く評価された。
1954年、ウォルト・ディズニー・カンパニーが『ダンボ』で初めて日本語吹き替え版を製作。その際に声優（団長役）を務めた。

### 晩年
しかし、すでにロッパの身体は50代前半にもかかわらず、長年の美食と鯨飲馬食による持病の糖尿病のほか、再発した結核にも蝕まれていた。晩年の彼の日記には、日々喀血と呼吸困難に苦しめられる様子が克明に記されている。また、銀行を信用せずに常時持ち歩いていた金銭も盗まれてしまい、多額の借金を抱えてしまう。ロッパは病魔と闘いながら生活のために芸能活動を続けなければならず、映画監督や小説家になる野心も失われていった。
1960年代になると舞台や映画も端役が多くなる。50代後半ながら体力が落ちて覇気のない演技を批判されたり、弟子筋の森繁久彌からは引退勧告を迫られるなど、すっかり過去の人間と成り果ててしまった。病状も悪化する一方で、1960年11月の大阪・梅田コマ劇場公演『お笑い忠臣蔵』の出演中に倒れるが、辛うじて千秋楽を迎えて帰京する。

### 死去
翌1961年1月3日には東京順天堂病院に入院するが、16日午前11時55分に肺炎と全身衰弱により死去した。57歳没。ロッパの葬儀は1月21日の正午より東京都港区の青山葬儀所にて行われた。ロッパ死去の報を伝える新聞記事の扱いは小さく、往年の人気を知る者には寂しい哀れな最期だった。墓所は雑司ヶ谷霊園。

## 人物
美食家・健啖家であり、また読書家・日記魔としても知られていた。学生の頃から文藝春秋に出入りして映画関係の雑誌を編集するほどの文才があり、ネーミングのセンスにも長けていた。
その一方で良家育ちでわがままも多く、生涯を通じて対人関係や金銭のトラブルにも見舞われた。
ヘビースモーカーであり、結核を患っても喫煙を止めることは出来なかった。喀血を繰り返すたびに禁煙を行うが、長続きはせず遂に家族からその意志の弱さを強く責められてしまうほどであった。

### 文才
日記については浅草でデビューした頃から死の直前まで休み無く綴られており、ある俳優の一代記としてだけではなく、日本喜劇史・日本昭和風俗史においても貴重かつ重要な資料となっている。これらの日記については、一部散逸したものを除き『古川ロッパ昭和日記』として出版されている。
演劇批評の分野では『劇書ノート』という本を書いたり『演劇界』などにも寄稿した。
また、忙しい合間を縫って榎本健一らライバルの舞台やレビュー・歌舞伎・新派・小芝居・映画を観に出かけ、夏目漱石・永井荷風・チェーホフなどの文学書や鶴屋南北・河竹黙阿弥などの脚本、歌舞伎俳優の芸談、ストリンドベリなどの演劇関係の専門書を自身の創作の参考としていた。その姿勢は晩年まで続いており、石原慎太郎の『太陽の季節』や石原裕次郎の映画も評価している。
舞台での演技も絶えず工夫を凝らすことを忘れず方言も本格的に学んでおり、特に東北弁の使い方が絶品だった。第二次世界大戦の終戦後はイギリス軍やアメリカ軍の占領の影響からか、英会話を身につけようと英和辞典をまるごと暗記しようとした。暗記したページは丸めて食べていったとの逸話がある。
ロッパのネーミングのセンスは、寄席芸の「形態模写」を言い換えた「声帯模写」（せいたい もしゃ）という新語や「ハリキる」「イカす」など、後に日本語の口語会話に定着した造語からもうかがえる。また駄洒落の名手で「菊池寛」をもじって「クチキカン」「ユージン・オニール」と聞いて「オニールとは君の友だね」と即興で答えるなどの話が残されている。

### グルメ
食に関しては『あまカラ』誌などに連載を持つ他、日記にも頻繁に記した。これらは『ロッパ食談』や『悲食記』などの著書にまとめられている。
食の魅力へ開眼するきっかけは、ロッパが学生時代に菊池寛から西銀座の一流レストランで西洋料理を奢ってもらい、その美味さに感動したことが始まりで「ああいう美味しいものを、毎日食える身分になりたい。それには、何しても千円の月収が無ければ駄目だぞ」と発奮。成功を収めてようやく千円の月収を手に入れた時には食糧難となり「努力を続け、漸くその位の事が出来る身分となったのに…」と菊池に愚痴をこぼした。
食糧事情が著しく悪化した戦争末期においても、あらゆる伝手を用いて美味を追い求めた。
レストランで人数分以上の注文をすることが禁止された時には、門人を連れて行って2人前を注文して門人には一口も食べさせず、自分だけで平らげたという逸話が残っている。
当時の日記には「何たる東京！ああもう生きていてもつまらない……涙が、出そうな気持。食うものがなくなったからとて自殺した奴はいないのかな」と深刻な思いを述べている。こうした食への執着は経済苦に陥っても尽きることは無く、しばしば有力者をスポンサーにして高級料理にあり付く始末だった。
魚や貝が食べられなかったり、蕎麦も下痢を発症するため口にしなかった。寿司ネタは赤身の魚を食べると蕁麻疹が出てしまい、蕎麦の方は成人になってから症状が出るようになった。本人は「日本料理については、カラ駄目」と語っている。

### 交友
谷崎潤一郎・宇野浩二・菊池寛・川口松太郎などの作家や歌舞伎・新派・演劇関係者・小林一三・森岩雄ら興業関係者、鈴木文史朗らマスコミ関係者・嘉納健治らの侠客とも幅広い交友関係を持っていた。
華族出身であり、下積みを経験せずにスターとなったこともあって傲慢でわがままな面も多く、ある宴席で座席の順を気にする若手俳優に「お前が座れば、どこでも下座だよ」とにべもなく言い放ったり、自分の失敗の八つ当たりに対して、若手に暴力を振って殴ったりもした。全盛期にはそれでも影響力を発揮出来たが、人気が落ちると逆に見放されることになった。
1945年 にロッパ一座に入団した潮健児は『轟先生』の撮影に付き人として同行した際、セットで転倒して水をこぼしてしまい、怒鳴り付けられて一座を抜け出した。その後1952年に『さくらんぼ大将』で共演することになり、ロッパが演じる主人公を潮が演じる助監督が突く芝居で、潮が遠慮気味に芝居をしていると小声で注意を促し、撮影終了後に潮が不義理をしたことを詫びに楽屋に訪れると、温厚な表情で迎え入れている。
その一方で、子供などには温かく接していた。実生活では子煩悩で子役達も我が子同様に可愛がっていたが、特に中村メイコのことは「天才」と評して目に掛けていた。戦時中の日記にも映画のロケ先で、疎開児童達との別れに涙を流した下りが記されている。
梅島昇を信奉していたロッパは「梅島が吐いたゲロなら、なめろと言われたらなめてみせる、それが師匠に弟子が惚れるということだ」と語っていたという

### 金銭感覚
文藝春秋社から独立し、発行した雑誌の失敗もあって金銭面にはうるさく、出演料でしばしば興行主と揉めていた。日記には、営業の記述の後に「（20）」などと、円単位と思われるギャラの額が記されている。
一座のある俳優は「……貧乏貴族で、そのせいかケチでしたよね。座長部屋では誰も見ていないと、札束を勘定してる。銀行には不安で預けられないんです」と述懐した。その一方で金銭感覚に乏しく、食事や遊興への出費に劇団の乱脈経営も重なって税金対策に関しても無頓着だった。税金にまつわるやり取りでは「十五万のつもりが一万五千だったりして計算出来ず」と自嘲している。晩年は借金まみれとなり、その日の暮らしにも困る有様だった。
小沢昭一によれば、ロッパは友人の正岡容の通夜に参列した時、浪曲師の相模太郎に対して「この香典は何だっ!」と罵倒した。正岡作の浪曲『灰神楽三太郎』で売った相模にとっては額が少な過ぎるということで、余りの剣幕に周囲は声も出なかったと証言している。当時、貧窮していたロッパは香典を用意出来なかった様で、その無念さが相模への態度に繋がったともいわれている。

### ライバル

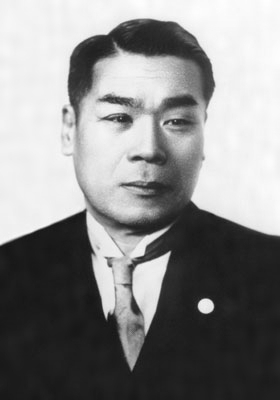
ロッパが尊敬した曾我廼家五郎

全盛期に、尊敬する谷崎潤一郎から榎本健一との共演を勧められたが、ロッパは対抗心むき出しに「これはどっちかが完全にペシャってからでないと、絶対にそんなことはあり得ませんな」と答え、谷崎は「当時はエノケン君に敵意を燃やしてゐたらしかった」と感想を述べている。それでも、曾我廼家五郎を尊敬する2人は1940年ごろから定期的に「親子会」という名で公演に上京する五郎を囲んで食事を楽しんでいた。
料理屋でロッパとエノケンが劇団員同志の喧嘩の仲裁に入った時に、初め2人とも険悪なムードだったがお互いに謝罪し、話し合う内に意気投合して楽しい酒席となった。この時ロッパは「エノちゃん、大いにやろう。喜劇と言えばエノケン・ロッパだ。いま日本で一番偉いのは君と僕だ。天皇陛下は別だぜ。ネェ、俺たち二人が一番偉い人間なんだ！」と怪気炎を上げた。
最晩年のロッパの日記には、エノケンのテアトロン賞受賞に「癪にさわる。ヤキモチ・ひがみ―その受賞祝いに顔を出すのは辛いやねえ。」 と記しており、自身の凋落ぶりと比較してかなり複雑な感慨を持っていた。
林家三平はロッパが評価した数少ない戦後の芸人で、彼の高座を聴いて大いに笑ったことが日記に記されている。逆に評価が低いのは四代目柳亭痴楽や関西の芸人達で、中には「嫌な奴だ」などと日記に名指しで書かれている者もいた。

### 趣味
麻雀好きであり、日記にはどんなに多忙であろうと・あるいは空襲下であろうと晩年の病苦に悩まされようが麻雀を楽しんでいる記事が書かれている。相手は座員や心を許した友人達だった。日本麻雀連盟（略称 日雀連）が昭和7年に開いた新得点を決める会合において、ケチ臭いから500点に決めよう！とロッパが力説したことにより、麻雀のルールにおいて満貫が子あがりで8000点となった。その他ポーカーもしばしば行っていた。
1934年3月には、多くの文士・俳優らと共に麻雀賭博容疑で警視庁に検挙されている。
玉川一郎の著作「泉筆・万年ペン・万年筆」によると、万年筆のコレクターでもあったという。ロッパの死後、その万年筆コレクションは玉川一郎に渡って後に梅田晴夫が手に入れている。

### 病気
晩年には以前罹患していた結核が再発したが、経済状態の悪いロッパは治療どころではなく仕事が無くなることを恐れ、親族以外には隠し続けた。恰幅のいい体格も病み衰え、外部の者には座布団を腹に巻きつけて太鼓腹であるかのように誤魔化していた。日記には連日のように喀血を表す「SH」が見られ、病気に苦しむ悲惨な姿が窺われる。

## 血縁の著名人
実兄に弁護士、推理作家、貴族院議員の浜尾四郎、音楽評論家で子爵の京極高鋭がいる。さらに甥には東宮侍従の濱尾実、カトリック教会の大司教、枢機卿の濱尾文郎がいる。
長男は演劇プロデューサー古川清（東宝所属、のちフリー。主な作品に『屋根の上のヴァイオリン弾き』、『レ・ミゼラブル』、『ミス・サイゴン』などがある）、次男は古川ロックの芸名で俳優となった。なお、芸能活動等はほとんどしていなかったが、長女の洋子とは一度だけラジオ番組で共演した事がある。

## 主な出演作品

### 映画
1923年
- 愛の導き - 細田忠一
- 三色すみれ Love in Idleness - 泥棒クマソ

1933年
- 力と女の世の中 - 主人（声の出演）
- 音楽喜劇 ほろよひ人生 - ロッパ

1934年
- 只野凡児 人生勉強
- 踊り子日記

1935年
- ラヂオの女王

1936年
- 歌ふ弥次喜多 - 弥次呂兵衛

1937年
- ハリキリ・ボーイ
- 日本女性読本
- 見世物王国

1938年
- ロッパのガラマサどん - ガラマサどん
- ロッパのおとうちゃん - 小原六之助

1939年
- ロッパの大久保彦左衛門 - 大久保彦左衛門
- ロッパの頬白先生 - 青路法二郎、藤田百庵
- 忠臣蔵 前篇・後篇 - 栗川六左衛門
- ロッパの子守唄
- ロッパ歌の都へ行く

1940年
- ロッパの新婚旅行
- ロッパの駄々っ子父ちゃん

1941年
- 長谷川・ロッパの家光と彦左 - 大久保彦左衛門忠教
- 歌へば天国
- 男の花道 - 土生玄磧

1942年
- 南から帰った人
- 婦系図 - 酒井俊蔵
- 続婦系図 - 酒井俊蔵
- 久遠の笑顔

1943年
- 音楽大進軍

1944年
- 芝居道 - 大和屋栄吉
- 敵は幾万ありとても

1945年
- 勝利の日まで
- 突貫駅長
- 東京五人男 - 古川六郎

1946年
- 僕の父さん - 田川六太郎
- 東宝ショウボート - チエリオ、酔えば大将
- おかぐら兄弟 - お神楽留吉

1947年
- 縁は異なもの
- 轟先生 - 轟先生、息子・雷太
- 音楽五人男 - 山浦貞一
- 浮世も天国
- 新馬鹿時代 - 小原庄之進
- 愉快な仲間

1948年
- 金色夜叉 - 富山唯継
- それは或る夜の事だった - 祖父・健作
- かくて忍術映画は終りぬ - 稲田福次郎
- 生きている画像
- 結婚狂時代 - 藤川緑太

1949年
- 新東京音頭 びっくり五人男 - 倉井一
- 男の涙 - 古田大作
- 右門捕物帖 謎の八十八夜 - おしゃべりの伝六
- 花嫁と乱入者 - 川上重剛
- おどろき一家 - 六助

1950年
- なやまし五人男 - 大川
- 東京カチンカ娘 - 新田時久
- 憧れのハワイ航路 - 山口五郎
- 傷だらけの男 - 徳
- 素晴らしき求婚
- 母情 - 香村源太郎
- エノケン・ロッパの弥次喜多ブギウギ道中 ※脚本も担当
- 恋愛台風圏

1951年
- 情艶一代女 - 山吹周吉
- 宝塚夫人 - 沖輪平
- 無宿猫 - 保田刑事
- 黄門と弥次喜多 からす組異変 - 水戸黄門
- 東京河童まつり - 山井庄次郎
- 極楽六花撰 - 河内山宗俊

1952年
- 大当りパチンコ娘 - 古山大作
- 娘十八びっくり天国 - 今井先生
- 生き残った弁天様 - 栗川六太
- 水色のワルツ - 校長先生
- 貞操の町 - 支配人・富永
- 東京のえくぼ - 林長十郎
- 歌くらべ荒神山 - 緒方洪庵
- さくらんぼ大将 - 蛮洋先生
- 底抜け青春音頭 - 古山六助
- 七色の街 - 先輩

1953年
- 珍説忠臣蔵 - 大石内蔵之助
- アチャコ青春手帖 第三話 まごころ先生の巻 - 朝倉大伍
- 姫君と浪人 - 舟木長左衛門
- アジャパー天国 - 土井一八
- アチャコ青春手帖 第四話 めでたく結婚の巻 - 堀内
- 名探偵アジャパー氏 - 荘田博士
- 亭主の祭典 - 小林栄助
- 青春ジャズ娘 - 浅井良策
- 大岡政談 びっくり太平記
- 初笑い寛永御前試合 - 大久保彦左衛門

1954年
- 娘十六ジャズ祭 - 二宮正太郎
- 花祭底抜け千一夜 - 鳥沢
- 落語長屋は花ざかり - 伊勢屋宗右衛門
- よい婿どの - 館林邦太郎
- ジャズ・オンパレード1954年 東京シンデレラ娘 - 山田吾平
- 夏祭り落語長屋 - 宗右衛門
- 落語長屋お化け騒動 - 大家
- たん子たん吉珍道中 - 松平右京太夫
- 浮かれ狐千本桜 - 弥左衛門

1955年
- 陽気な天国 - 栗川社長 ※監督・脚本も担当
- やんちゃ娘行状記 - 草尾一兵衛
- 花嫁立候補 - 草尾一兵衛
- 初恋三人息子 - 署長
- お笑い捕物帖 八ッあん初手柄

1956年
- へそくり社長 - 赤倉
- ますらを派出夫会 - 古井蔵之進
- 逃げてきた花嫁 - 亀之助
- びっくり捕物帖 女いれずみ百万両 - 溜屋彦右衛門
- 続・ますらを派出夫会 お供を辛いね
- 続へそくり社長 - 赤倉
- 極楽第一座 アチャラカ誕生 - 古沢将監
- 極楽第一座 アチャラカ大当り - 古沢将監
- 恋すれど恋すれど物語 - 袖下鳥ヱ門
- お嬢さん登場 - 父・広正
- 踊る摩天楼 - 松平凡斎

1957年
- 坊ちゃんの主将 - 父・俊輔
- 新妻の実力行使 - プリカリ社編集長
- 将軍家光と天下の彦左 - 大久保彦左衛門
- 戦雲アジアの女王 - 板倉大佐

1958年
- 坊ちゃん天国 - 日没製薬社長
- 天城心中 天国に結ぶ恋 - 新生寮寮長・小泉
- 坊ちゃん野球王 - 横川の父・彦兵衛
- 阿波狸変化騒動 - 大和屋茂右衛門
- 天下の副将軍 水戸漫遊記 - 水戸中納言光圀
- 新日本珍道中西日本の巻
- 坊ぼん罷り通る - 古山
- 泣き笑い日本晴れ - 社長
- 大江戸千両祭
- 勢揃い江戸っ子長屋

1959年
- 大学の御令嬢 - 新川校長
- 青春の丘の上 - 大村隆三

1960年
- 落語天国紳士録 - 赤井
- 若社長と爆発娘 - 北林
- 爆発娘罷り通る - 所長
- 噛みついた若旦那 - 邸宅の主人
- 弥次喜多珍道中 中仙道の巻 - 安中城主

### テレビドラマ
- 轟先生（日本テレビ、1955年-1960年）
- ガラマサどん（NHK、1957年）
- 人情往診鞄（NET、1959年）
- 珍版太閤記（KR、1960年-1961年）
- ロッパの水戸黄門（MBS、1960年-1961年）

## 著作
- 『漫談レヴュウ』（徳川夢声・岡田時彦と共著、現代ユウモア全集刊行会、1929年）
- 『映画のABC』（誠文堂、1930年）
- 『映画とレヴュー』（川口松太郎と共著、誠文堂、1932年）
- 『ロッパ自叙伝』（春陽堂、1938年）
- 『苦笑風呂　随筆』（雄鶏社、1948年）
  - 『ロッパ随筆　苦笑風呂』（河出書房新社〈河出文庫〉、2015年3月）
- 『川柳の味ひ方と作り方』（徳川夢声・正岡容・吉田機司と共著、川柳祭社、1948年）
- 『劇書ノート』（学風書院、1953年／筑摩書房〈筑摩叢書〉、1985年）
- 『ロッパ食談』（創元社、1955年）
  - 『ロッパ食談 完全版』（河出書房新社〈河出文庫〉、2014年9月、新装版2023年5月） ISBN 978-4309419664
- 『あちゃらか人生　喜劇三十年』（アソカ書房、1956年／復刻：大空社 伝記叢書、1998年）
  - 『古川ロッパ　あちゃらか人生』日本図書センター「人間の記録」、1997年。ISBN 978-482054298-8
- 『悲食記 日本の百人全集 第3』（学風書院、1959年）
  - 『ロッパの悲食記』（六興出版、1983年／筑摩書房〈ちくま文庫〉、1995年）
- 『古川ロッパ昭和日記』晶文社（1987-1989年、新装復刊2007年）。放送作家滝大作の監修。
  - 「戦前篇 昭和9年-昭和15年」 ISBN 978-4-7949-3016-3
  - 「戦中篇 昭和16年-昭和20年」 ISBN 978-4-7949-3017-0
  - 「戦後篇 昭和20年-昭和27年」 ISBN 978-4-7949-3018-7
  - 「晩年篇 昭和28年-昭和35年」 ISBN 978-4-7949-3019-4
- 『古川ロッパ』（河出書房新社編、2015年2月）ISBN 978-4-309-02363-2
副題は「食べた、書いた、笑わせた！　昭和を日記にした喜劇王」。対談・エッセー・作家論を収録。
- 『ロッパ日記代わり 手当り次第』（河出書房新社、2015年4月）

## CD
- 『古川ロッパ傑作集』（ニーチタイム、2010年）

## 演じた俳優
- 伊東四朗（フジテレビ「わが家の歴史」2010年4月9日 - 4月11日）
- 六角精児（NHK総合「紅白が生まれた日」2015年3月21日）
- 大瀧秀治（三越劇場　劇団民芸公演「喜劇の殿さん」2006年12月6日－21日）
- 満島真之介（NHK総合「ロッパグラム　転生したら戦時中の喜劇王だった件」2021年12月28日）